# Solar de Repentance
O Solar de Repentance é um solar histórico em Aix-en-Provence, França.

## História
O solar foi construído de 1657 a 1660.

## Valor arquitectónico
Está listado como um monumento histórico oficial pelo Ministério da Cultura da França desde 1984.